# Giải vô địch bóng đá nữ châu Âu 2013
Giải vô địch bóng đá nữ châu Âu 2013, là giải vô địch châu Âu lần thứ 11 do UEFA tổ chức. Vòng chung kết diễn ra ở Thụy Điển từ 10 tới 28 tháng 7 năm 2013, là vòng chung kết được nhiều người theo dõi nhất. Đội đương kim vô địch Đức, giành chức vô địch châu Âu thứ tám (thứ sáu liên tiếp) sau khi vượt qua Na Uy trong trận chung kết.

## Vòng loại
Có tất cả 44 đội tuyển tham dự vòng loại để tranh 11 suất, trong khi chủ nhà Thụy Điển được đặc cách vào thẳng vòng chung kết. Tám đội có thứ hạng thấp nhất tham dự vòng sơ loại diễn ra ở Macedonia và Malta vào tháng 8 năm 2011, trong đó hai đội đi tiếp vào vòng loại chính.
Ba mươi tám đội được chia thành bảy bảng đấu, thi đấu từ tháng 9 năm 2011 tới tháng 9 năm 2012. Bảy đội đầu bảng cùng đội nhì xuất sắc nhất lọt vào vòng chung kết. Sáu đội nhì bảng còn lại bước vào loạt trận play-off hai lượt vao tháng 10 năm 2012 để xác định ba suất cuối cùng.
| Quốc gia    | Tư cách                | Ngày vượt qua        | Các lần tham dự trước1                                   |
| ----------- | ---------------------- | -------------------- | -------------------------------------------------------- |
| Thụy Điển   | Chủ nhà                | 4 tháng 10 năm 2010  | 8 (1984, 1987, 1989, 1995, 1997, 2001, 2005, 2009)       |
| Ý           | Nhất bảng 1            | 16 tháng 6 năm 2012  | 9 (1984, 1987, 1989, 1991, 1993, 1997, 2001, 2005, 2009) |
| Đức         | Nhất bảng 2            | 16 tháng 6 năm 2012  | 8 (1989,2 1991, 1993, 1995, 1997, 2001, 2005, 2009)      |
| Na Uy       | Nhất bảng 3            | 19 tháng 9 năm 2012  | 9 (1987, 1989, 1991, 1993, 1995, 1997, 2001, 2005, 2009) |
| Pháp        | Nhất bảng 4            | 15 tháng 9 năm 2012  | 4 (1997, 2001, 2005, 2009)                               |
| Phần Lan    | Nhất bảng 5            | 15 tháng 9 năm 2012  | 2 (2005, 2009)                                           |
| Anh         | Nhất bảng 6            | 19 tháng 9 năm 2012  | 6 (1984, 1987, 1995, 2001, 2005, 2009)                   |
| Đan Mạch    | Nhất bảng 7            | 19 tháng 9 năm 2012  | 7 (1984, 1991, 1993, 1997, 2001, 2005, 2009)             |
| Hà Lan      | Nhì bảng xuất sắc nhất | 19 tháng 9 năm 2012  | 1 (2009)                                                 |
| Tây Ban Nha | Thắng play-off         | 24 tháng 10 năm 2012 | 1 (1997)                                                 |
| Nga         | Thắng play-off         | 25 tháng 10 năm 2012 | 3 (1997, 2001, 2009)                                     |
| Iceland     | Thắng play-off         | 25 tháng 10 năm 2012 | 1 (2009)                                                 |

1 Các năm in đậm là năm đội đó vô địch. Các năm in nghiêng là năm nước đó là chủ nhà

## Địa điểm
Giải diễn ra tại bảy sân thuộc bảy thành phố.
| Göteborg                    | Solna                                                     | Norrköping                  |
| --------------------------- | --------------------------------------------------------- | --------------------------- |
| Gamla Ullevi                | Friends Arena                                             | Nya Parken                  |
| Sức chứa: 16.600            | Sức chứa: 50.000                                          | Sức chứa: 10.500            |
| 3 trận vòng bảng, 1 bán kết | Chung kết                                                 | 3 trận vòng bảng, 1 bán kết |
|                             |                                                           |                             |
| Linköping                   | Halmstad Växjö Göteborg Solna Kalmar Norrköping Linköping | Kalmar                      |
| Linköping Arena             | Halmstad Växjö Göteborg Solna Kalmar Norrköping Linköping | Guldfågeln Arena            |
| Sức chứa: 7.300             | Halmstad Växjö Göteborg Solna Kalmar Norrköping Linköping | Sức chứa: 10.900            |
| 3 trận vòng bảng, 1 tứ kết  | Halmstad Växjö Göteborg Solna Kalmar Norrköping Linköping | 3 trận vòng bảng, 1 tứ kết  |
|                             | Halmstad Växjö Göteborg Solna Kalmar Norrköping Linköping |                             |
| Halmstad                    | Halmstad Växjö Göteborg Solna Kalmar Norrköping Linköping | Växjö                       |
| Örjans Vall                 | Halmstad Växjö Göteborg Solna Kalmar Norrköping Linköping | Myresjöhus Arena            |
| Sức chứa: 7.500             | Halmstad Växjö Göteborg Solna Kalmar Norrköping Linköping | Sức chứa: 10.000            |
| 3 trận vòng bảng, 1 tứ kết  | Halmstad Växjö Göteborg Solna Kalmar Norrköping Linköping | 3 trận vòng bảng, 1 tứ kết  |
|                             | Halmstad Växjö Göteborg Solna Kalmar Norrköping Linköping |                             |

## Trọng tài
| Trọng tài chính - Kirsi Heikkinen (Phần Lan) - Bibiana Steinhaus (Đức) - Katalin Kulcsár (Hungary) - Silvia Spinelli (Ý) - Teodora Albon (România) - Cristina Dorcioman (România) - Jenny Palmqvist (Thụy Điển) - Esther Staubli (Thụy Sĩ) - Kateryna Monzul (Ukraina) | Trợ lý trọng tài - Lucie Ratajová (Cộng hòa Séc) - Sian Massey (Anh) - Tonja Paavola (Phần Lan) - Marina Wozniak (Đức) - Judit Kulcsár (Hungary) - Romina Santuari (Ý) - Hege Steinlund (Na Uy) - Petruţa Iugulescu (România) - Maria Lisická (Slovakia) - Maria Villa Gutiérrez (Tây Ban Nha) - Helen Karo (Thụy Điển) - Natalia Rachynska (Ukraina) | Trọng tài thứ tư - Carina Vitulano (Ý) - Esther Azzopardi (Malta) - Monika Mularczyk (Ba Lan) |

## Danh sách cầu thủ
Mười hai đội tuyển phải đăng ký lên UEFA danh sách 23 tuyển thủ trước ngày 3 tháng 6 năm 2013.

## Kết quả

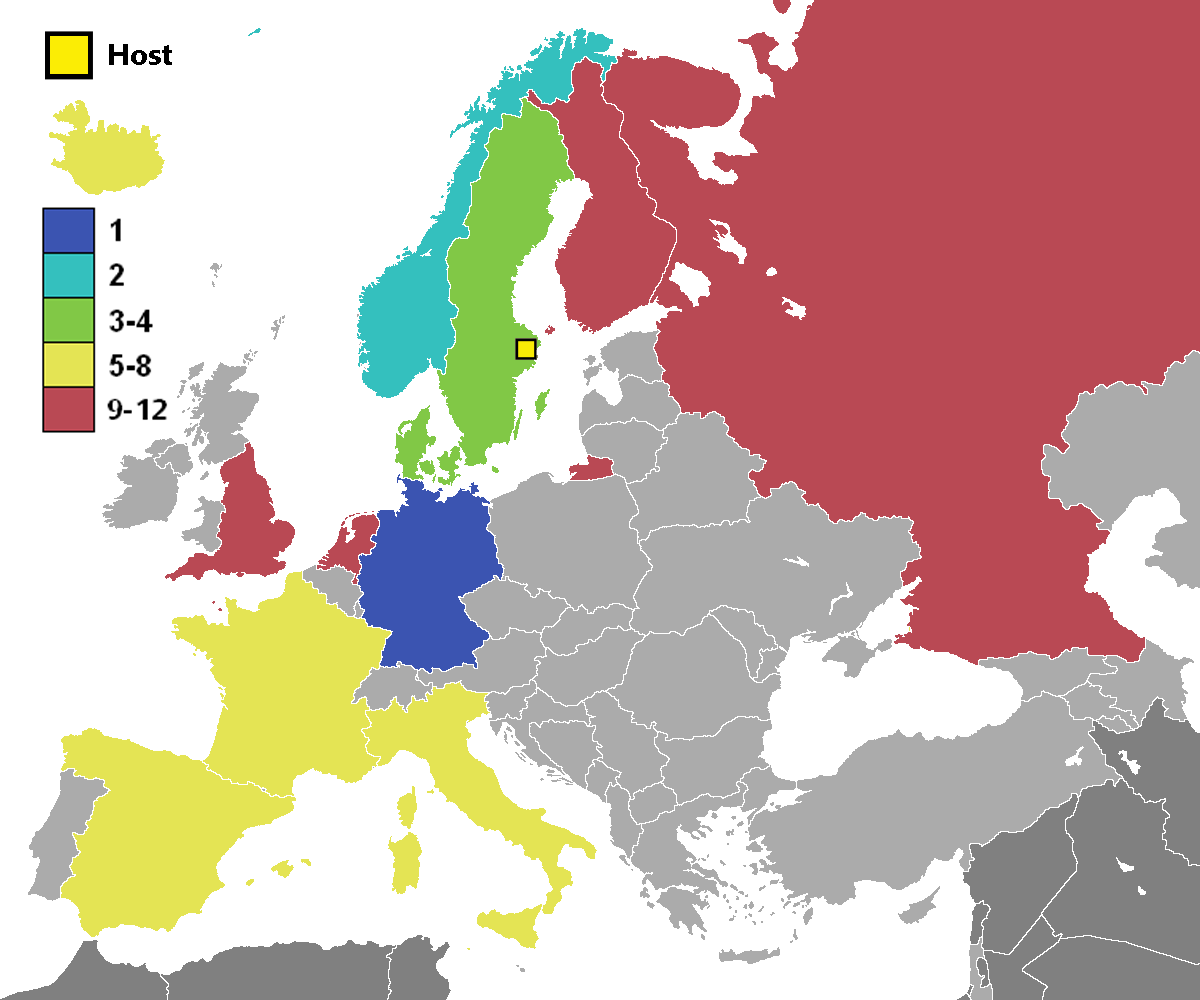
Các đội tham dự và thành tích tại giải đấu năm 2013

### Vòng bảng
Các đội đầu bảng và nhì bảng lọt vào vòng đấu loại trực tiếp cùng hai đội thứ ba xuất sắc nhất.
Nếu hai hay nhiều đội bằng điểm nhau, thứ tự ưu tiên sau được tính đến:
1. số điểm giành được cao hơn trong các trận đối đầu trực tiếp giữa các đội;
2. hiệu số bàn thắng cao hơn trong các trận đối đầu trực tiếp giữa các đội;
3. số bàn thắng ghi được cao hơn trong các trận đối đầu trực tiếp giữa các đội;
4. hiệu số bàn thắng cao hơn trong tất cả các trận vòng bảng;
5. số bàn thắng ghi được cao hơn trong tất cả các trận vòng bảng;
6. Loạt luân lưu;
7. Vị trí theo hệ số đội tuyển quốc gia UEFA trước lễ bốc thăm;

#### Bảng A
| Đội       | Tr | T | H | B | BT | BB | HS | Đ |
| --------- | -- | - | - | - | -- | -- | -- | - |
| Thụy Điển | 3  | 2 | 1 | 0 | 9  | 2  | +7 | 7 |
| Ý         | 3  | 1 | 1 | 1 | 3  | 4  | −1 | 4 |
| Đan Mạch  | 3  | 0 | 2 | 1 | 3  | 4  | −1 | 2 |
| Phần Lan  | 3  | 0 | 2 | 1 | 1  | 6  | −5 | 2 |

| 10 tháng 7 năm 2013 |     |           |
| Ý                   | 0–0 | Phần Lan  |
| Thụy Điển           | 1–1 | Đan Mạch  |
| 13 tháng 7 năm 2013 |     |           |
| Ý                   | 2–1 | Đan Mạch  |
| Phần Lan            | 0–5 | Thụy Điển |
| 16 tháng 7 năm 2013 |     |           |
| Thụy Điển           | 3–1 | Ý         |
| Đan Mạch            | 1–1 | Phần Lan  |

#### Bảng B
| Đội     | Tr | T | H | B | BT | BB | HS | Đ |
| ------- | -- | - | - | - | -- | -- | -- | - |
| Na Uy   | 3  | 2 | 1 | 0 | 3  | 1  | +2 | 7 |
| Đức     | 3  | 1 | 1 | 1 | 3  | 1  | +2 | 4 |
| Iceland | 3  | 1 | 1 | 1 | 2  | 4  | −2 | 4 |
| Hà Lan  | 3  | 0 | 1 | 2 | 0  | 2  | −2 | 1 |

| 11 tháng 7 năm 2013 |     |         |
| Na Uy               | 1–1 | Iceland |
| Đức                 | 0–0 | Hà Lan  |
| 14 tháng 7 năm 2013 |     |         |
| Na Uy               | 1–0 | Hà Lan  |
| Iceland             | 0–3 | Đức     |
| 17 tháng 7 năm 2013 |     |         |
| Đức                 | 0–1 | Na Uy   |
| Hà Lan              | 0–1 | Iceland |

#### Bảng C
| Đội         | Tr | T | H | B | BT | BB | HS | Đ |
| ----------- | -- | - | - | - | -- | -- | -- | - |
| Pháp        | 3  | 3 | 0 | 0 | 7  | 1  | +6 | 9 |
| Tây Ban Nha | 3  | 1 | 1 | 1 | 4  | 4  | 0  | 4 |
| Nga         | 3  | 0 | 2 | 1 | 3  | 5  | −2 | 2 |
| Anh         | 3  | 0 | 1 | 2 | 3  | 7  | −4 | 1 |

| 12 tháng 7 năm 2013 |     |             |
| Pháp                | 3–1 | Nga         |
| Anh                 | 2–3 | Tây Ban Nha |
| 15 tháng 7 năm 2013 |     |             |
| Anh                 | 1–1 | Nga         |
| Tây Ban Nha         | 0–1 | Pháp        |
| 18 tháng 7 năm 2013 |     |             |
| Pháp                | 3–0 | Anh         |
| Nga                 | 1–1 | Tây Ban Nha |

#### Xếp hạng đội thứ ba
Hai đội xếp thứ ba tốt nhất đi tiếp, trong đó tiêu chí xếp hạng duy nhất là điểm số của các đội. Do cả Đan Mạch and Nga cùng được hai điểm, UEFA tiến hành bốc thăm vào ngày 18 tháng 7 để lựa chọn đội đi tiếp. Đan Mạch là đội được chọn.
| Bảng | Đội      | Đ | Kết quả bốc thăm |
| ---- | -------- | - | ---------------- |
| B    | Iceland  | 4 | –                |
| A    | Đan Mạch | 2 | thắng            |
| C    | Nga      | 2 | thua             |

### Vòng đấu loại trực tiếp
Nếu hai đội hòa nhau sau 90 phút, trận đấu sẽ bước vào thời gian hiệp phụ (15 phút một hiệp). Nếu hai đội vẫn bất phân thắng bại, trận đấu sẽ được giải quyết bằng loạt luân lưu.
|  | Tứ kết                 | Tứ kết                  |                               |       | Bán kết | Bán kết |  |  | Chung kết | Chung kết |
|  |                        |                         |                               |       |         |         |  |  |           |           |
|  | 21 tháng 7 – Halmstad  |                         |                               |       |         |         |  |  |           |           |
|  |                        |                         |                               |       |         |         |  |  |           |           |
|  | Thụy Điển              | 4                       |                               |       |         |         |  |  |           |           |
|  | Thụy Điển              | 4                       | 24 tháng 7 – Göteborg         |       |         |         |  |  |           |           |
|  | Iceland                | 0                       |                               |       |         |         |  |  |           |           |
|  | Iceland                | 0                       | Thụy Điển                     | 0     |         |         |  |  |           |           |
|  | 21 tháng 7 – Växjö     |                         | Thụy Điển                     | 0     |         |         |  |  |           |           |
|  |                        |                         | Đức                           | 1     |         |         |  |  |           |           |
|  | Ý                      | 0                       | Đức                           | 1     |         |         |  |  |           |           |
|  | Ý                      | 0                       | 28 tháng 7 – Solna (chi tiết) |       |         |         |  |  |           |           |
|  | Đức                    | 1                       |                               |       |         |         |  |  |           |           |
|  | Đức                    | 1                       | Đức                           | 1     |         |         |  |  |           |           |
|  | 22 tháng 7 – Kalmar    |                         | Đức                           | 1     |         |         |  |  |           |           |
|  |                        | Na Uy                   | 0                             |       |         |         |  |  |           |           |
|  | Na Uy                  | Na Uy                   | 0                             | 3     |         |         |  |  |           |           |
|  | Na Uy                  | 25 tháng 7 – Norrköping |                               | 3     |         |         |  |  |           |           |
|  | Tây Ban Nha            | 1                       |                               |       |         |         |  |  |           |           |
|  | Tây Ban Nha            | 1                       | Na Uy (ph.đ)                  | 1 (4) |         |         |  |  |           |           |
|  | 22 tháng 7 – Linköping |                         | Na Uy (ph.đ)                  | 1 (4) |         |         |  |  |           |           |
|  |                        |                         | Đan Mạch                      | 1 (2) |         |         |  |  |           |           |
|  | Pháp                   | 1 (2)                   | Đan Mạch                      | 1 (2) |         |         |  |  |           |           |
|  | Pháp                   | 1 (2)                   |                               |       |         |         |  |  |           |           |
|  | Đan Mạch (ph.đ)        | 1 (4)                   |                               |       |         |         |  |  |           |           |
|  | Đan Mạch (ph.đ)        | 1 (4)                   |                               |       |         |         |  |  |           |           |
|  |                        |                         |                               |       |         |         |  |  |           |           |

Giờ thi đấu là giờ địa phương (UTC+2)

#### Tứ kết
| Thụy Điển                                         | 4–0      | Iceland |
| ------------------------------------------------- | -------- | ------- |
| M. Hammarström 3' · Öqvist 14' · Schelin 19', 59' | Chi tiết |         |

| Ý | 0–1      | Đức         |
| - | -------- | ----------- |
|   | Chi tiết | Laudehr 26' |

| Na Uy                                                | 3–1      | Tây Ban Nha   |
| ---------------------------------------------------- | -------- | ------------- |
| Gulbrandsen 24' · Paredes 43' (l.n.) · Hegerberg 64' | Chi tiết | Hermoso 90+3' |

| Pháp                                  | 1–1 (s.h.p.) | Đan Mạch                                                     |
| ------------------------------------- | ------------ | ------------------------------------------------------------ |
| Nécib 71' (ph.đ.)                     | Chi tiết     | Rasmussen 28'                                                |
| Loạt sút luân lưu                     |              |                                                              |
| Nécib · Thiney · Le Sommer · Delannoy | 2–4          | Røddik Hansen · Rydahl Bukh · Nadim · Nielsen · Arnth Jensen |

#### Bán kết
| Thụy Điển | 0–1      | Đức          |
| --------- | -------- | ------------ |
|           | Chi tiết | Marozsán 33' |

| Na Uy                                      | 1–1 (s.h.p.) | Đan Mạch                                   |
| ------------------------------------------ | ------------ | ------------------------------------------ |
| Christensen 3'                             | Chi tiết     | Gajhede Knudsen 87'                        |
| Loạt sút luân lưu                          |              |                                            |
| Gulbrandsen · Dekkerhus · Mjelde · Rønning | 4–2          | Røddik Hansen · Nielsen · Nadim · Brogaard |

#### Chung kết
| Đức        | 1–0      | Na Uy |
| ---------- | -------- | ----- |
| Mittag 49' | Chi tiết |       |

### Cầu thủ ghi bàn
5 bàn
- Lotta Schelin

3 bàn
- Nilla Fischer

2 bàn
| - Mia Brogaard - Mariann Gajhede Knudsen - Marie-Laure Delie - Eugénie Le Sommer | - Louisa Nécib - Wendie Renard - Célia Okoyino da Mbabi - Melania Gabbiadini | - Solveig Gulbrandsen - Verónica Boquete - Jennifer Hermoso - Josefine Öqvist |

1 bàn
| - Johanna Rasmussen - Eniola Aluko - Laura Bassett - Toni Duggan - Annica Sjölund - Simone Laudehr - Lena Lotzen - Dzsenifer Marozsán | - Anja Mittag - Dagný Brynjarsdóttir - Margrét Lára Viðarsdóttir - Ilaria Mauro - Marit Fiane Christensen - Ada Hegerberg - Kristine Wigdahl Hegland | - Ingvild Isaksen - Nelli Korovkina - Elena Morozova - Elena Terekhova - Alexia Putellas - Kosovare Asllani - Marie Hammarström |

Phản lưới nhà
- Raffaella Manieri (trận gặp Thụy Điển)
- Irene Paredes (trận gặp Na Uy)

### Giải thưởng
Đội hình tiêu biểu
| Thủ môn                                              | Hậu vệ | Tiền vệ | Tiền đạo                                                                                                  |
| ---------------------------------------------------- | --- | --- | --- |
| Nadine Angerer Ingrid Hjelmseth Stina Lykke Petersen | Saskia Bartusiak Laure Boulleau Marit Fiane Christensen Nilla Fischer Annike Krahn Maren Mjelde Wendie Renard | Lena Goeßling Solveig Gulbrandsen Dzsenifer Marozsán Louisa Nécib Katrine Søndergaard Pedersen Caroline Seger Josefine Öqvist | Verónica Boquete Melania Gabbiadini Eugénie Le Sommer Célia Okoyino da Mbabi Lotta Schelin Gaëtane Thiney |

Cầu thủ ghi nhiều bàn thắng
| Chiếc giày vàng                | Chiếc giày bạc                 | Chiếc giày đồng               |
| ------------------------------ | ------------------------------ | ----------------------------- |
| Lotta Schelin 5 bàn 2 kiến tạo | Nilla Fischer 3 bàn 0 kiến tạo | Louisa Nécib 2 bàn 2 kiến tạo |